# 16166 Jonlii
16166 Jonlii este un asteroid din centura principală de asteroizi.

## Descriere
16166 Jonlii este un asteroid din centura principală de asteroizi. A fost descoperit pe 5 ianuarie 2000 la Socorro, New Mexico, în cadrul proiectului LINEAR. Asteroidul prezintă o orbită caracterizată de o semiaxă mare de 2,63 ua, o excentricitate de 0,16 și o înclinație de 5,9° în raport cu ecliptica.